# Epic (R. Kelly)
Epic è un album discografico di raccolta del cantante statunitense R. Kelly, pubblicato nel 2010.

## Tracce
1. Heal It (Prelude) (inedito) – 1:24
2. Sign of a Victory – 4:12
3. I Believe – 4:58
4. The World's Greatest – 4:37
5. Victory (inedito) – 4:04
6. Peace – 5:09
7. If I Could Turn Back the Hands of Time – 6:17
8. Fireworks (inedito) – 3:57
9. Spirit – 3:53
10. I'm Your Angel (duetto con Céline Dion)) – 5:35
11. Can You Feel It (inedito) – 3:54
12. I Believe I Can Fly – 5:20